# Red herring
Red herring («arenque rojo» o «arenque ahumado») es un modismo del idioma inglés. Se refiere a una maniobra de distracción, una falacia lógica que desvía la atención del tema tratado. Es conocida como falacia de la pista falsa. También es un recurso literario que lleva a los lectores o personajes a una falsa conclusión, el cual se emplea frecuentemente en los géneros de misterio o ficción detectivesca.
También pausar, determinar o enfatizar otros aspectos en común relacionados en cuestión con el tema o problema en general, no implica que se esté cometiendo esta falacia, en tanto no se utilice como una conclusión o pista falsa del problema inicial, desviando el tema tratado. 
El origen de la expresión tiene varias teorías. La sabiduría convencional atribuye la frase a una técnica de rastreo que usan los perros en entrenamiento para seguir un rastro. Sin embargo, una investigación lingüística sugiere que seguramente fue un recurso literario inventado en 1807 por el periodista inglés William Cobbett y nunca fue una práctica de caza. La frase fue tomada más tarde para proveer un nombre formal a la falacia lógica y al recurso literario.

## Falacia lógica
Otros nombres como se conoce esta falacia son “pista falsa”, “desviar la atención”,  “seguir la zanahoria” e “ignoratio elenchi” (ignorar la refutación). Como falacia informal, el red herring queda dentro de una amplia clase de falacias de relevancia. Contraria a la falacia del hombre de paja, en la que se caricaturiza el argumento propuesto, el red herring es una táctica razonable, aunque irrelevante, de distracción. Según el Oxford English Dictionary, un red herring puede ser deliberado o accidental, pero no necesariamente significa que sea usado únicamente para desviar la atención del tema propuesto.
La expresión se utiliza principalmente para afirmar que un argumento no es relevante en relación con el tema en cuestión. Por ejemplo: “Creo que deberíamos ser más exigentes con nuestros alumnos. Te sugiero que me hagas caso porque estamos en una crisis de presupuesto y no nos interesa que nuestro salario se vea afectado”. La segunda oración, aunque haya sido usada para apoyar la primera, no tiene que ver con el tema.

## Recurso literario
En literatura, un red herring es una falsa pista que lleva a los lectores o personajes hacia una falsa conclusión. Por ejemplo, el personaje del obispo Aringarosa en El código Da Vinci de Dan Brown es presentado durante la mayor parte de la novela como si él estuviese involucrado en las conspiraciones de la Iglesia, pero más tarde se revela que había sido engañado por el verdadero antagonista de la historia. El nombre del personaje es una vaga traducción italiana de red herring.

## Historia del modismo
En sentido literal, no existe ningún pez llamado red herring. Este modismo hace referencia a un kipper especialmente fuerte, un pescado que ha sido curado en salmuera o ahumado. Este proceso hace que el pez produzca un olor intenso y que, debido a la salmuera, su carne se ponga rojiza. En su sentido literal de kipper curado, el término se puede encontrar a mediados del siglo XIII en el poema "The Treatise" de Walter de Bibbesworth.
Hasta hace poco, se pensaba que el sentido figurado del red herring surgió de una supuesta técnica para entrenar sabuesos. Hay variaciones de la historia, pero de acuerdo con una versión, el oloroso kipper era arrastrado por el suelo hasta que el cachorro aprendía a seguir su rastro. Cuando los sabuesos crecían y se les enseñaba a seguir un olor más leve, el entrenador arrastraba un red herring para confundir al animal. El sabueso finalmente aprendía a seguir el rastro original, antes que el olor más fuerte. Una etimología alternativa se refiere a convictos prófugos que utilizaban el oloroso pescado para confundir a los sabuesos que los perseguían.
De acuerdo con el etimólogo Michael Quinion, el modismo se origina en un artículo publicado el 14 de febrero de 1807 por el periodista radical William Cobbett.
En una crítica a la prensa inglesa, que había informado erróneamente de la derrota de Napoleón, Cobbett relataba que una vez había usado un red herring para despistar a unos sabuesos. A esto añadió que “era sólo un efecto transitorio del red herring político; porque, el sábado, el olor se enfrió como una piedra”. Quinion concluyó: “Esta historia, y la extensa repetición de Cobbett en 1833, fue suficiente para incrustar el sentido figurado del red herring en la mente de sus lectores, por desgracia también con la falsa idea de que el modismo provenía de la práctica de la caza”.

### Uso cotidiano
Aunque Cobbett hizo famoso el término, no fue el primero que consideró usar el red herring para que los sabuesos lo rastrearan; encontramos una referencia más antigua en el panfleto “Nashe's Lenten Stuffe” publicado en 1599 por el escritor Thomas Nashe, en el que dice “Para llevar los sabuesos hasta un rastro, no hay nada comparable a un red herring”.
La utilización del arenque para despistar a los sabuesos en plena persecución fue probado en el episodio 148 de la serie MythBusters. Aunque el sabueso en la prueba se detuvo para comerse el arenque y perdió el rastro del fugitivo por un momento, finalmente fue capaz de volver a localizar a su objetivo, haciendo que se clasificara el mito como "falso".